# Lyngbakkerne ved Gammel Rye
Lyngbakkerne ved Gammel Rye er et fredet, afvekslende og alsidigt landskab i  det midtjyske søhøjland, lige øst og syd for Gammel Rye i Skanderborg Kommune. Skovklædte bakker, små og store søer og frodige dale kendetegner landskabsbilledet. Landskabet rummer også en del mindre hede- og overdrevsområder, naturtyper som tidligere var betydelig mere udbredte end tilfældet er i dag. Det kræver en aktiv indsats at holde sådanne områder fri for opvækst, og det er lykkedes her ved Gammel Rye, hvor man i flere indhegninger har både heste og geder til at holde vegetationen nede.

## Plantelivet
Bakkerne rummer en meget artsrigt hede- og overdrevsvegetation. Mellem hedelyngen finder man masser af blåbær, tyttebær og revling. Her vokser blandt andet også gyvel, håret visse, bitter bakkestjerne, smalbladet høgeurt, blåtop, hvid okseøje, vellugtende gulaks, sankthansurt, farvevisse, blåhat, plettet gøgeurt og almindelig brunelle. Bølget bunke, almindelig kohvede, eng-rapgræs og fåre-svingel findes også her.

## Dyreliv
De tørre lyngbakker er lidt af et eldorado for insekter. Af biller kan nævnes arter som plebejisk ovalløber, hedeglansløber, rejnfanbladbille, tidselbuk , rødbenet markløber, stor langben, blågrøn ellebladbille, rødbrun birkebladbille, juvelsivbuk, båndet tandbuk, rød blomsterbuk, lille uldtorbist og spraglet kvikløber.
Der findes også en lang række  dagsommerfugle, krybdyr og padder i området. Af fugle kan nævnes  Rødrygget tornskade, misteldrossel, gærdesanger, topmejse, gulspurv og ravn.

## Fredning
I 1971 blev 23 hektar af lyngbakkerne ved Gammel Rye fredet for at bevare de landskabelige, naturhistoriske og kulturhistoriske værdier. Som en del af naturplejen bliver de lyngklædte bakkedrag løbende ryddet for selvsåede træer.

## Eksterne kilder og henvisninger
- Om fredningen på fredninger.dk

56°4′24.4″N 9°42′15″Ø / 56.073444°N 9.70417°Ø